# Hapalophragmium tandonii
Hapalophragmium tandonii är en svampart som beskrevs av Mitter 1937. Hapalophragmium tandonii ingår i släktet Hapalophragmium och familjen Raveneliaceae.   Inga underarter finns listade i Catalogue of Life.